# Vous qui avez vingt ans
Pour plus de détails, voir Fiche technique et Distribution.

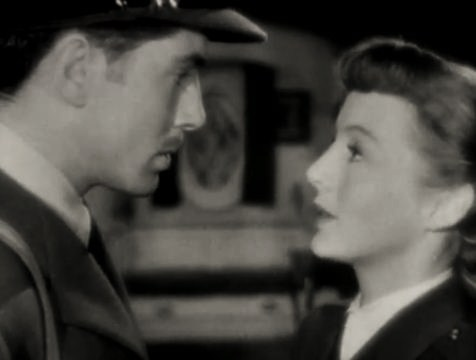
Farley Granger et Evelyn Keyes

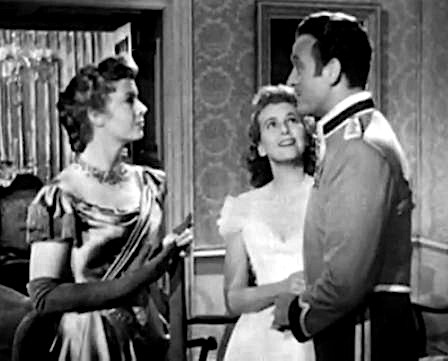
De g. à d. : Jayne Meadows, Teresa Wright et David Niven

Vous qui avez vingt ans (titre original : Enchantment) est un film américain réalisé par Irving Reis, sorti en 1948.

## Synopsis
À Londres, durant la Seconde Guerre mondiale, Grizel Dane, une jeune femme qui s'est enrôlée dans l'armée, rend visite à son oncle, le vieux général Sir Roland « Rollo » Dane, dans l'espoir qu'il accepte de l'héberger chez lui. Par ailleurs, elle fait la connaissance de Pax Masterson, un jeune officier-aviateur. Là-dessus se greffent trois flashbacks où le général se remémore son passé. Dans le premier, lui et ses frère et sœur, Pelham et Selina, rencontrent alors qu'ils sont enfants Lark Ingoldsby, une petite orpheline ramenée à la maison par leur père qui a décidé de l'adopter. Dans le deuxième flashback, les enfants sont devenus adultes et Selina (le père étant mort) traite Lark comme une servante, l'ayant toujours considérée comme une intruse. Aussi, dans le dernier flashback, elle fait tout pour mettre un terme à l'amour naissant entre Rollo et Lark...

## Fiche technique
- Titre original : Enchantment
- Titre français : Vous qui avez vingt ans
- Réalisation : Irving Reis
- Scénario : John Patrick, d'après le roman Take Three Tenses; A Fugue in Time de Rumer Godden
- Direction artistique : George Jenkins
- Décors : Julia Heron
- Costumes : Mary Wills
- Photographie : Gregg Toland
- Son : Fred Lau
- Montage : Daniel Mandell
- Musique : Hugo Friedhofer et Arthur Lange (non crédité)
- Direction musicale : Emil Newman
- Production : Samuel Goldwyn
- Société de production : Samuel Goldwyn Productions
- Société de distribution : RKO Pictures
- Pays de production :  États-Unis
- Langue originale : anglais
- Format : noir et blanc — 35 mm — 1,37:1 — son Mono (Western Electric Recording)
- Genre : Drame romanesque
- Durée : 100 minutes
- Dates de sortie :
  - États-Unis : 25 décembre 1948
  - France : 1er février 1950

## Distribution
- David Niven : Général Sir Roland « Rollo » Dane
- Teresa Wright : Lark Ingoldsby
- Evelyn Keyes : Grizel Dane
- Farley Granger : Pax Masterson, officier-aviateur
- Jayne Meadows : Selina Dane
- Leo G. Carroll : « Proutie », le majordome de la famille Dane
- Philip Friend : Pelham Dane
- Shepperd Strudwick : Marquis Guido De Laudi
- Henry Stephenson : Général Fitzgerald
- Colin Keith-Johnston : M. Dane père
- Gigi Perreau : Lark enfant
- Peter Miles : Rollo enfant
- Sherlee Collier : Selina enfant
- Warwick Gregson : Pelham enfant
- Marjorie Rhodes : Mme Sampson
- Edmund Breon : Oncle « Bunny »
- Gerald Oliver Smith : Willoughby
- Melville Cooper : Jones, le bijoutier
- Dennis McCarthy : Le caporal des lanciers
- Gaylord Pendleton : Albert, officier de la RAF
- Matthew Boulton : Un membre de la défense civile
- Robin Hughes : Un caporal
- William Johnston (en V.O.) : Le narrateur (voix)

## À noter
- Ce fut le dernier film de Gregg Toland, le directeur de la photographie, mort en septembre 1948.